# Азизов, Андрей Сергеевич
Андрей Сергеевич Азизов — советский хозяйственный и политический деятель.

## Биография
Родился в 1923 году в кишлаке Лиджак. Член КПСС.
В 1939—1941 гг. — агроном Оби-Гармского райземотдела, заведующий магазином.
Участник Великой Отечественной войны: командир стрелкового взвода 177-го гвардейского стрелкового полка 60-й гвардейской стрелковой дивизии.
В 1946—1950 гг. — заведующий отделом культпросветучреждений Оби-Гармского райкома, инструктор, заместитель заведующего сельхозотделом Гармского обкома КП (б) Таджикистана, слушатель партийной школы при ЦК КП (б) Таджикистана.
В 1950—1961 гг. — инструктор сельхозотдела ЦК КП (б) Таджикистана, заместитель начальника Таджикского геологического управления по политчасти, инструктор, заместитель заведующего промышленно-транспортным отделом ЦК КП Таджикистана, начальник строительства Головной ГЭС в Курган-Тюбе.
В 1961—1962 гг. — первый секретарь Душанбинского горкома КП Таджикистана.
В 1962—1973 гг. — заместитель начальника комплексной геологической экспедиции Управления геологии Совета Министров Таджикской ССР, заместитель начальника управления «Нурекгэсстрой».
Делегат XXII съезда КПСС.
Умер после 1985 года в Душанбе.

## Награды
- Орден Отечественной войны I степени (06.04.1985)
- Орден Отечественной войны II степени (25.04.1945)
- Орден Красной Звезды (28.08.1944)
- Орден Знак Почёта